# Holzschnittblumen

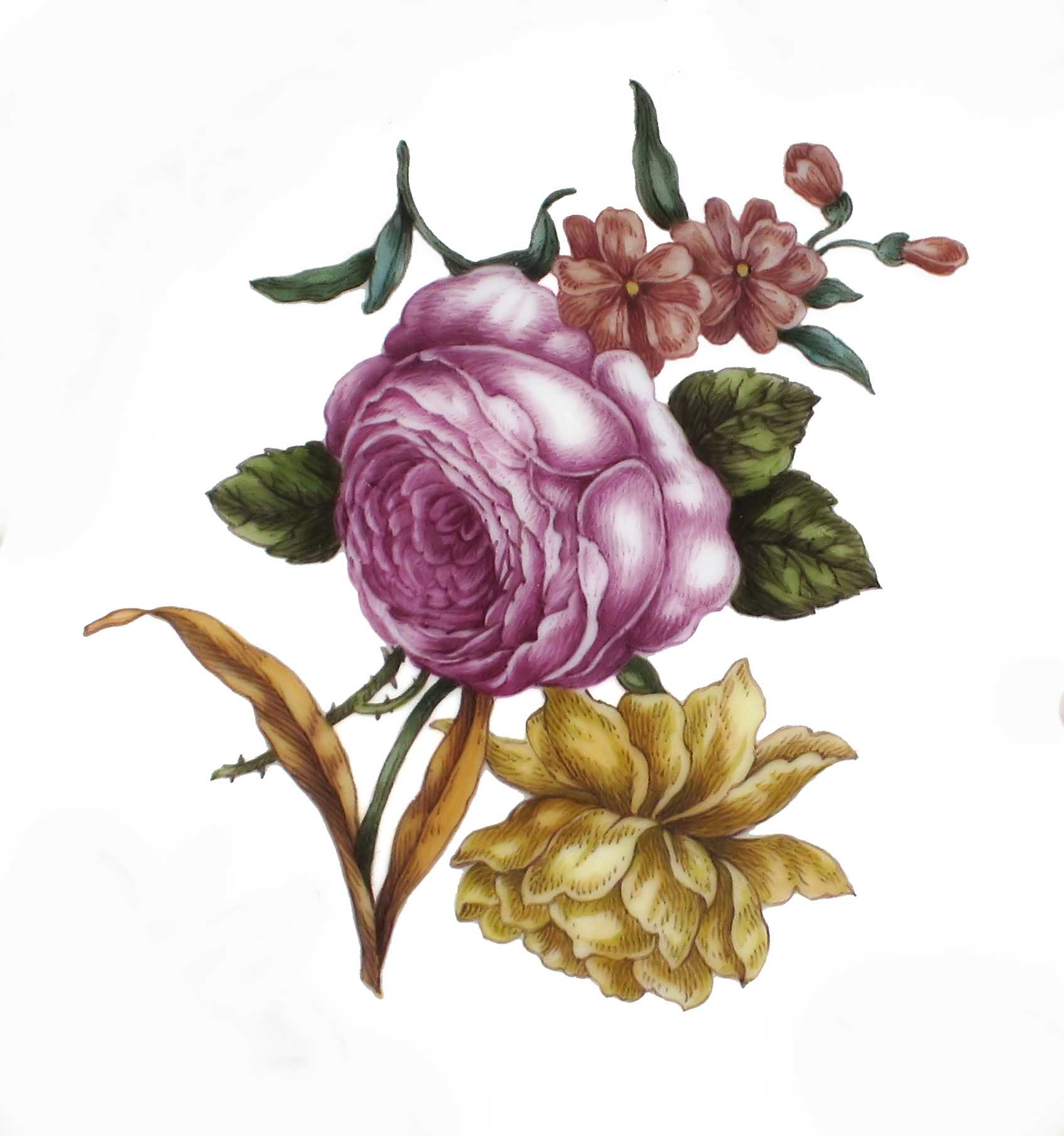
Holzschnittblumen auf Porzellan

Als Holzschnittblumen bezeichnet man genaue Kopien von Kupferstichen und Aquarellen aus Büchern zur Botanik auf keramischen Erzeugnissen. Die Blumen sind oft einzeln dargestellt, die botanischen Merkmale hervorgehoben und der Umriss hart gezeichnet. 'Holzschnittblumen' tauchen ab 1730 auf, die wichtigste Vorlage wurde die vierbändige „Phytantohoza“ von Johann Wilhelm Weinmann, die über 4000 Pflanzen vorstellte. Die Bezeichnung ombrierte Blumen war ebenfalls geläufig, weil der bei Illustrationen übliche Schatten auch auf Porzellan oder Fayence übertragen wurde.